# Melissa (album)
Melissa je název prvního alba dánské skupiny Mercyful Fate.
Všechnu hudbu složil Hank Shermann a texty napsal King Diamond. Skupina v roce 2009 nahrála pro hru Guitar Hero znovu skladby "Evil" a "Curse Of The Pharaohs" (původní stopy se ztratily).
Skladba "Black Funeral" vyšla jako singl s b-stanou "Black Masses".

## Seznam skladeb
1. "Evil" – 4:45
2. "Curse of the Pharaohs" – 3:57
3. "Into the Coven" – 5:11
4. "At the Sound of the Demon Bell" – 5:23
5. "Black Funeral" – 2:50
6. "Satan's Fall" – 11:23
7. "Melissa" – 6:40

### Bonusy k 25th výročí
1. "Black Masses" [Outtake] - 4:31
2. "Curse of the Pharaohs" [BBC Radio 1 Session] - 3:52
3. "Evil" [BBC Radio 1 Session] - 4:02
4. "Satan's Fall" [BBC Radio 1 Session] - 10:29
5. "Curse of the Pharaohs" [Demo] - 4:26
6. "Black Funeral" [Demo] - 2:54

## Sestava
- King Diamond - zpěv
- Hank Shermann - kytara
- Michael Denner - kytara
- Timi "Grabber" Hansen - baskytara
- Kim Ruzz - Bicí

V GH verzích skladeb "Evil" a "Curse Of The Pharaohs" na bicí hraje Bjarne T. Holm.